# Manajeba
Manajeba – rzeka w północnej części Madagaskaru. Jej źródła znajdują się w okolicach Tsaratanana, przecina Route nationale 6 w pobliżu Tanambao Marivorahona i wpada do Oceanu Indyjskiego.